# Abraham Trembley
Pour les articles homonymes, voir Trembley.
Abraham Trembley (3 septembre 1710 - 12 mai 1784) est un naturaliste genevois. Il est principalement connu pour ses études sur l'hydre. 
Il a été parmi les premiers à développer la zoologie expérimentale. Sa maîtrise de cette méthode  a conduit certains historiens des sciences à le considérer comme le « père de la biologie ».
Il a également écrit sur la religion et la morale.

## Biographie
Trembley naît dans une famille bourgeoise de Genève. Il étudie d'abord les mathématiques dans l'académie fondée par Jean Calvin et se prépare à devenir pasteur. Les circonstances le conduisent à se détourner de cette voie et il s'installe aux Pays-Bas. Il réside d'abord à Leyde, où il donne des leçons de philosophie et de lettres. Le comte William Bentinck le remarque et l'engage comme précepteur de ses deux fils.

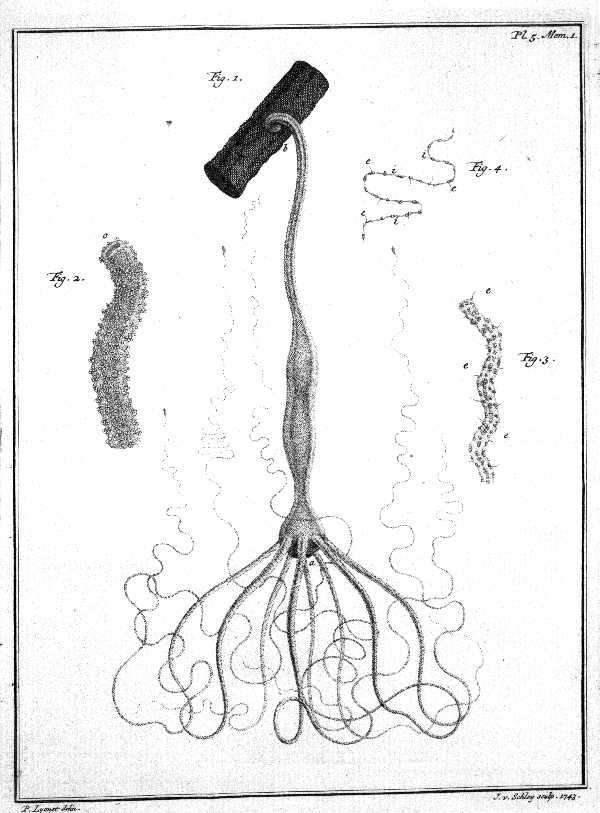
Une Hydre, dessinée par Trembley dans son mémoire de 1744.

Il se consacre à la zoologie à partir de 1736. Dans les cours d'eau sur la propriété du comte il découvre un organisme qu'il appelle polype ; il n'est toutefois pas le premier à signaler son existence, le naturaliste néerlandais Antoni van Leeuwenhoek (1632–1723) ayant déjà annoncé sa découverte en 1702. Au cours des années qui suivent, il s'affirme comme un spécialiste de ce polype, ou hydre d'eau douce.
Ses études de l'hydre sont publiées dans quatre Mémoires pour servir à l'histoire d'un genre de polypes d'eau douce à bras en forme de cornes (1744). Il y démontre la nature animale de l'hydre et décrit pour la première fois une forme de régénération animale complète. Ce mémoire est important aussi pour les méthodologies, alors nouvelles, qu'il emploie. Il utilise systématiquement l'expérimentation pour essayer de comprendre le fonctionnement de l'hydre ; jusqu'alors les naturalistes se contentaient de décrire leurs observations et d'induire à partir d'elles une classification. Trembley introduit des perturbations afin d'essayer de comprendre les mécanismes sous-jacents aux observations. La découverte de la nature animale des coraux — annoncée par Jean-André Peyssonnel en 1726 et accueillie avec un grand scepticisme — est confirmée par Trembley.

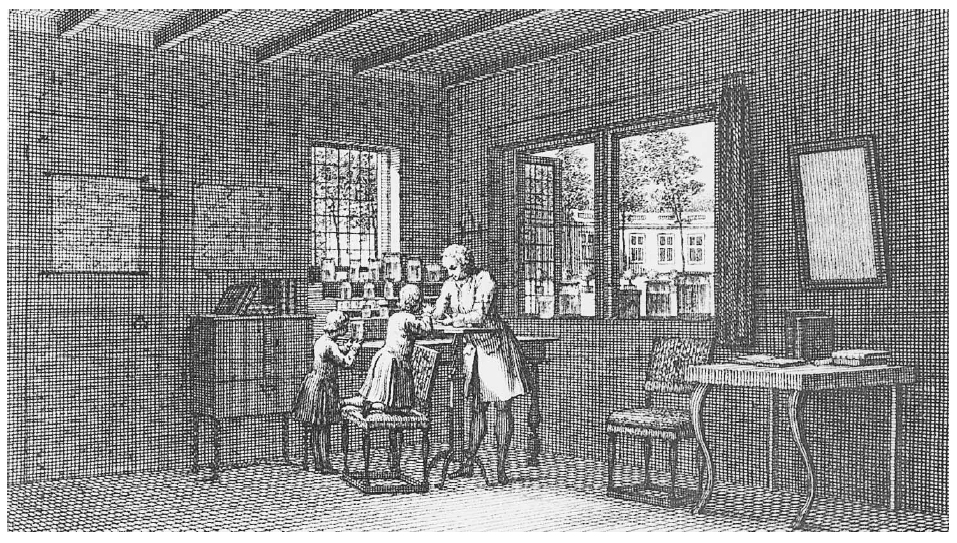
Laboratoire de Trembley, dessiné dans son mémoire de 1744.

Sa patience et sa méthode sont exemplaires, et il développe considérablement la zoologie expérimentale, bien qu'on ne puisse le créditer, comme cela arrive parfois, d'avoir fondé cette branche de la zoologie.
Il est le premier à éclaircir la reproduction d'animaux par bourgeonnement, à effectuer des greffes permanentes de tissus animaux. Il découvre que les protozoaires se multiplient par division et décrit certaines caractéristiques physiques du protoplasme, un siècle avant Félix Dujardin.
Il est élu membre de la Royal Society en 1743 et membre correspondant de l'Académie des sciences. Il reçoit la médaille Copley en 1743. Il publie plusieurs ouvrages sur la religion naturelle, des articles d'histoire naturelle dans les Philosophical Transactions de 1742 à 1757.
Il devient précepteur du fils du duc de Richmond, avec lequel il voyage en Allemagne et en Italie. Pendant la même période, 1747-1757, il participe aussi au service diplomatique anglais. En 1757 il retourne en Suisse, où il fonde une famille. En 1760, il obtient une place de bibliothécaire à Genève puis siège au conseil des Deux-Cents. Durant la fin de sa vie il écrit dans les domaines de l'éducation, la politique, la religion et la philosophie morale. Il écrit contre les méthodes d'éducation de son concitoyen Jean-Jacques Rousseau.
Il entretient des contacts suivis avec d'autres scientifiques comme Ferchault de Réaumur (1683-1757), Charles Bonnet (1720-1793) et Lazzaro Spallanzani (1729-1799). Les écrivains de l'époque, Henry Fielding (1707-1754), Tobias Smollett (1721-1771), Oliver Goldsmith (1730-1774), et Voltaire (1694-1778), sont au courant de ses travaux mais les tiennent en peu d'estime, car ils ne portent que sur de « vils insectes ». Les savants au contraire en saisissent l'importance et en admirent la minutie.

## Ouvrages
- (la) Theses mathematicae de infinito et calculo infinitesimali, Genève, 1730 — Thèse sous la direction de Jean-Louis Calandrini
- Mémoires pour servir à l'histoire d'un genre de polypes d'eau douce, à bras en forme de cornes sur Google livres, 1744 ou numérisation des Collections patrimoniales des bibliothèques de l'université de Strasbourg
  - Mémoires pour servir à l'histoire d'un genre de polypes d'eau douce, à bras en forme de cornes, vol. 2, 1744
- Instructions d'un père à ses enfants sur la nature et la religion, 1775
  - En ligne : vol. 1, 1783 ; vol. 2 sur Google livres
- Essai sur la vérité, la liberté, le souverain, la patrie, la religion, le bonheur, Genève, Barthelemi Chirol, v. 1777
- Sur la religion naturelle et révélée, 1779
- (avec René-Antoine Ferchault de Réaumur) Correspondance inédite entre Réaumur et Abraham Trembley, Maurice Trembley (dir.), Genève, Georg, 1943  (ISBN 978-2-600-02322-1) — « 113 lettres recueillies et annotées par Maurice Trembley, introduction par Émile Guvénot[2] »